# 龍谷史学会
龍谷史学会（りゅうこくしがくかい、英語: The Historical Society Of Ryukoku）は、日本の学術研究団体の一つ。

## 概要
1928年7月1日設立。学術研究団体としての種別は単独学会である。
歴史学に関する研究を推進し、その普及をはかることを目的としている。

## 沿革
- 1928年 - 龍谷大学史学会設立。
- 2016年 - 龍谷史学会に改称。

## 刊行物

### 龍谷史壇
- 誌名（和文）：龍谷史壇
- 誌名（欧文）：RYUKOKU-SHIDAN
- 創刊年：1928
- 資料種別：ジャーナル（査読付き論文を含む）
- 使用言語：日英混在
- 発行形態：印刷体
- 著作権帰属先：-
- クリエイティブコモンズ：-
- 購読：有料